# Cétone
 (mai 2012).
Si vous disposez d'ouvrages ou d'articles de référence ou si vous connaissez des sites web de qualité traitant du thème abordé ici, merci de compléter l'article en donnant les références utiles à sa vérifiabilité et en les liant à la section « Notes et références ».
 (mars 2024).
Améliorez-le ou discutez des points à vérifier. 

Cétone.

Une cétone est un composé organique faisant partie de la famille des composés carbonylés, c'est-à-dire dont l'un des atomes de carbone porte un groupe carbonyle.
Contrairement aux aldéhydes (qui n’ont autour de ce groupe qu’un carbone primaire), c'est un carbone secondaire (lié à deux carbones voisins) qui porte le groupe carbonyle pour les cétones.
Une cétone contient la séquence R-CO-R1 (image ci-contre), où R et R1 sont des chaînes carbonées, et pas de simples atomes d'hydrogène liés au carbone central porteur de la fonction carbonyle.

## Nomenclature
- Si la fonction carbonyle est la fonction caractéristique prioritaire, le nom de la cétone s'obtient en ajoutant le suffixe -one au nom de l'hydrocarbure correspondant, en précisant la place de la liaison carbonyle dans la chaîne carbonée.
- Sinon, on rajoute le préfixe oxo-, en précisant sa place dans la chaîne carbonée[2].

## Exemple
On peut par exemple citer l'acétone (dont le nom normalisé est la propan-2-one) CH3-CO-CH3.

Acétone (propan-2-one).

## Propriétés, réactivité
Les cétones possèdent les propriétés générales des composés carbonylés.
Elles sont moins facilement oxydables en acides que les aldéhydes. Les hydrogènes portés par les carbones voisins des cétones sont relativement acides du fait de la polarité de la liaison C=O.

## Formation
On obtient les cétones avec une oxydation ménagée d'un alcool secondaire. Cela nécessite un fort agent oxydant. Cependant, ici, il n'y a pas de "risque" : une cétone après être formée ne peut plus être oxydée, contrairement à l'aldéhyde, qui peut encore l'être en acide carboxylique.

### Par oxydation industrielle
- Oxydation par O2 de l'air.
On peut utiliser comme catalyseur Fe2O3 ou MnO3 à 400 °C, ou un catalyseur à base d'argent vers 600 °C.
- Déshydrogénation catalytique des alcools secondaires.
L'alcool est gazeux. On utilise comme catalyseur CuO vers 400 à 500 °C, Ag, Cu vers 300 °C, ZnO ou encore ZrO vers 300 à 400 °C.
- Procédé de Wacker-Hœchst.

### Par oxydation chimique
On utilise souvent le dichromate de potassium, ou le Cr(VI) (via du PCC par exemple), mais le réactif le plus couramment utilisé est le réactif de Jones : CrO3 en présence d'acide sulfurique dans l'acétone. Parfois, si la présence d'un acide est gênante, on utilise le réactif de Sarett : CrO3 dans la pyridine.

### Par hydrolyse des alcynes
En ajoutant de l'eau à un alcyne en milieu acide, un groupe carbonyle se formera sur le carbone porteur de la triple liaison ayant le moins d'hydrogènes (règle de Markovnikov), à condition d'avoir du mercure oxydé +2 comme catalyseur (Hg2+). L'autre carbone porteur de la triple liaison sera réduit en gagnant deux hydrogènes.

### Par ozonolyse des alcènes
L'ozonolyse consiste à traiter un réactif à l'ozone et à l'eau. Ici, l'alcène subit une ozonolyse pour former un groupe carbonyle, à condition d'avoir comme catalyseur de l'acide éthanoïque (ou acide acétique) et du zinc oxydé +2 (Zn2+). Ceci forme un intermédiaire cyclique très instable : l'ozonide, qui se transforme ensuite en cétone ou en aldéhyde. Afin d'obtenir une cétone à partir d'un alcène, au moins un carbone porteur de la double liaison doit être exclusivement lié à d'autres carbones, faute de quoi, un aldéhyde sera formé. La réaction dégage également du peroxyde d'hydrogène.
Par exemple, en traitant le 2-méthylbut-2-ène à l'ozone et à l'eau (avec les catalyseurs nécessaires), on obtient la propanone (une cétone), l'éthanal ou l'acétaldéhyde (un aldéhyde) et le peroxyde d'hydrogène.

### Par une réaction de Friedel-Crafts sur un composé aromatique
Le principe consiste à mettre en présence un benzène avec un chlorure d'acyle et du AlCl3. Le résultat est une cétone fixée sur le benzène et du HCl. Le mécanisme de réaction suit le principe d'une addition électrophile sur un aromatique, d'où la présence d'AlCl3 (acide de Lewis) qui va servir à créer un électrophile (voir Réaction de Friedel-Crafts).

## Utilisation
Les cétones sont utilisées dans la fabrication de matières plastiques, comme solvants, mais aussi comme colorants en parfumerie et pour les médicaments comme les aldéhydes.
Les cétones sont utilisées pour améliorer les performances d'un athlète,.

### Acétalisation
L'acétalisation est une réaction réversible permettant de transformer un composé carbonylé et deux alcools (ou un diol) en acétal. Cette réaction permet de protéger le groupe carbonyle, ou l'alcool.

#### Conditions
- Chauffage.
- Catalyse acide (en général APTS ou HCl anhydre).

#### Caractéristiques et remarques
Quand on utilise un aldéhyde, on nomme le produit obtenu « acétal ». Quand on utilise une cétone, on nomme le produit obtenu « cétal ». Cependant, de plus en plus on utilise le terme acétal comme terme générique pour désigner les deux produits. On appelle par contre toujours la réaction (aussi bien pour les aldéhydes et pour les cétones) « acétalisation ».
Cette réaction est en général en défaveur du cétal (contrairement aux acétals). Si on veut la favoriser dans le sens de la formation de celui-ci, on utilise un excès d'alcool (qui sert par la même occasion de solvant). Il faut aussi distiller l'eau (distillation hétéroazéotropique) à l'aide de l'appareil de Dean et Stark. Pour favoriser la réaction inverse, c'est le contraire : on met un excès d'eau pour hydrolyser le cétal.
Quand on veut protéger la fonction carbonyle, on utilise le plus souvent un diol, comme l'éthane-1,2-diol :
Cette réaction peut aussi très bien servir à protéger une fonction alcool, en particulier les diols vicinaux.
- Dans certains cas, la réaction peut s'arrêter à l'hémiacétal (cas des hémiacétals cycliques).

### Action d'un réactif de Grignard
Un réactif de Grignard réagit sur une cétone pour former un alcoolate tertiaire. Le carbone porteur de l'organomagnésien est ajouté sur le carbone porteur du groupe carbonyle. En milieu aqueux, l'alcoolate, base forte, gagne un proton pour former un alcool.

### Réaction de Wittig
La réaction de Wittig transforme une cétone en dérivé éthylénique. Elle transforme la liaison C=O en liaison C=C.

### Réduction des cétones

#### En alcools

##### Industriellement
On utilise le dihydrogène H2 dans un solvant inerte, en présence d'un catalyseur (catalyse hétérogène). Il s'agit bien souvent de métaux, comme le platine (Pt), le palladium (Pd), le nickel (Ni) ou le rhodium (Rh).
Si la cétone possède aussi une liaison C=C, celle-ci aussi est hydrogénée (la réaction est plus facile sur C=C que sur C=O). Pour éviter cela, il faut effectuer une addition nucléophile d'hydrures.

Réduction d'une cétone par le dihydrogène, catalysée par le nickel.

La réaction est exothermique.

##### Par les hydrures
Voir addition nucléophiles d'hydrures (plus bas).

#### En alcane
- Réduction de Clemmensen.
- Réduction de Wolff-Kishner.

### Additions nucléophiles

#### D'hydrures (LiAlH4, NaBH4)
L'addition d'hydrures permet la réduction de l'oxygène du groupe carbonyle sans toutefois altérer une double liaison (la partie alcène) d'une molécule, comparativement à la simple addition d'hydrogène.
Une cétone portant également un alcène, lorsque traitée à un hydrure, produit un alcoolate qui porte un alcène. Cet alcoolate, traité avec un acide faible (comme l'eau) est alors transformé en alcool qui porte un alcène.

#### D'organométalliques
Organomagnésiens mixtes, ou organolithiens.

### Oxydation de Baeyer-Villiger
Transformation en ester à l'aide d'un peroxyde comme l'eau oxygénée ou un peracide comme l'acide méta-chloroperbenzoïque (mCPBA).
- Hydrazone.

On peut également obtenir un dérivé carbonylé (cétone ou aldéhyde) par hydrolyse d'une fonction imine, de formule générale RR'C=N, en catalyse acide ou basique.
Cette hydrolyse permet par exemple d'obtenir une cétone comme produit final de l'addition d'un réactif de Grignard (organomagnésien mixte) sur un nitrile.

## Tests de reconnaissance
- Additions de composés de type Z-NH2 (amines) : formation d'un précipité.
- Réaction haloforme : caractérise les cétones alpha-méthylées. En présence d'un halogène en milieu basique, il se forme un haloforme. Par exemple, avec l'iode et la propanone, on aurait un iodoforme (précipité jaune).

Mais ces méthodes utilisant des réactions chimiques avec la cétone, la détruisent.
On utilise maintenant plus volontiers les méthodes de spectrométrie (RMN et infrarouge) permettent de détecter cette fonction sans destruction de l'échantillon.